# Karate Kid (franquícia)
The Karate Kid és una franquícia de pel·lícules americanes dramàtiques d'arts marcials creades i escrites per Robert Mark Kamen. La primera pel·lícula The Karate Kid és del 1984 i compte amb 3 seqüeles: The Karate Kid, Part II (1986), The Karate Kid, Part III (1989) i El nou Karate Kid (1994). El 2018 es va estrenar la sèrie Cobra Kai, la qual era una seqüela de totes les pel·lícules.
Si bé la primera pel·lícula va tenir una molt bona acollida, la crítica va ser dura amb les seqüeles. No obstant això, la sèrie de televisió Cobra Kai va ser elogiada. A més a més, la franquícia també ha tingut una llarga influència tant en la cultura del karate com en les pel·lícula d'adolescents.
Totes les pel·lícules de la saga han estat doblades al català.

## Pel·lícules
| Pel·lícula        | Estrena als Estats Units | Director         | Guionista           | Productor/s                                                                   |
| ----------------- | ------------------------ | ---------------- | ------------------- | ----------------------------------------------------------------------------- |
| Karate Kid        | 22 de juny de 1984       | John G. Avildsen | Robert Mark Kamen   | Jerry Weintraub                                                               |
| Karate Kid 2      | 20 de juny de 1986       | John G. Avildsen | Robert Mark Kamen   | Jerry Weintraub                                                               |
| Karate Kid 3      | 30 de juny de 1989       | John G. Avildsen | Robert Mark Kamen   | Jerry Weintraub                                                               |
| El nou Karate Kid | 9 de setembre de 1994    | Christopher Cain | Mark Lee            | Jerry Weintraub                                                               |
| Karate Kid        | 11 de juny de 2010       | Harald Zwart     | Christopher Murphey | Jerry Weintraub, Will Smith, Jada Pinkett Smith, James Lassiter i Ken Stovitz |

## Recepció

### Recaptació
| Karate Kid (1984)                                                                                                 | 22 de juny de 1984    | 100,000,000 $ |               | 100,000,000 $ | 8 milions $              |
| Karate Kid 2 | 20 de juny de 1986    | 115,103,979 $ |               | 115,103,979 $ | 13 milions de $(xinès)   |
| Karate Kid 3 | 30 de juny de 1989    | 38,956,288 $  |               | 38,956,288 $  | 12.5 milions de $(xinès) |
| El nou Karate Kid                                                                                                 | 9 de setembre de 1994 | 8,914,777 $   | 6,912,207 $   | 15,826,984 $  | 12 milions de $(xinès)   |
| Karate Kid (2010)                                                                                                 | 11 de juny de 2010    | 176,591,618 $ | 182,534,404 $ | 359,126,022 $ | 40 milions de $          |
| Anotacions - La cel·la de color gris fosc indica que la informació no està disponible per a la pel·lícula./small> |                       |               |               |               |                          |

### Crítica
| Pel·lícula/Sèrie             | Rotten Tomatoes     | Metacritic        | Cinemascore |
| ---------------------------- | ------------------- | ----------------- | ----------- |
| Karate Kid (1984)            | 88% (43 ressenyes)  | 60 (15 ressenyes) | N/D         |
| Karate Kid 2                 | 42% (24 ressenyes)  | 55 (9 ressenyes)  | A–          |
| Karate Kid 3                 | 16% (32 ressenyes)  | 36 (12 ressenyes) | B–          |
| El nou Karate Kid            | 7% (27 ressenyes)   | 36 (15 ressenyes) | B+          |
| Karate Kid (2010)            | 66% (206 ressenyes) | 61 (37 ressenyes) | A           |
| Cobra Kai: Primera temporada | 100% (42 ressenyes) | 72 (11 ressenyes) | N/D         |
| Cobra Kai: Segona temporada  | 88% (24 ressenyes)  | 66 (7 ressenyes)  | N/D         |

### Influència cultural
La franquícia ha popularitzat el karate als Estats Units.
El videoclip Sweep the Leg de No More Kings es fan moltes referències sobre les pel·lícules i apareix en Zabka, així com altres membres de la Cobra Kai.
Macchio i Zabka surten com a convidats especials fent d'ells mateixos a la sèrie How I Met Your Mother en el capítol The Bro Mitzvah. En aquesta capítol conviden a Macchio per anar a la festa de comiat de solter d'en Barney. En Barney es passa tot el capítol dient que odia en Macchio ja que per ell l'autèntic heroi en el Zabka, qui finalment, resulta ser el pallasso que estava amb ells tota l'estona.
Des de principis del 2020 es va començar a desenvolupar un musical a Broadway basat en l'argument de la primera pel·lícula.

### Demanda
DC Comics tenia un personatge anomenat Karate Kid. Després de la petició, l'equip de rodatge va rebre el permís de la mateix DC Comics el 1984 per posar aquest nom al títol de la pel·lícula (així com en les possible seqüeles).
El 1994 un professor de karate anomenat Bill DeClemente va presentar una demanda alegan que era tenia els drets d'aquest nom. El tribunal de Nova York va desestimar la demanda al considerar que aquest sobrenom era conegut per a molt poca gent.